# 제9회 들꽃영화상
제9회 들꽃영화상은 2022년 5월 27일에 열린 시상식이다.

## 수상 및 후보

### 대상
- 미싱타는 여자들 - 이혁래 수상
- 미싱타는 여자들 - 김정영 수상

### 극영화 감독상
- 휴가 - 이란희 수상
- 갈매기 - 김미조
- 정말 먼 곳 - 박근영
- 파이터 - 윤재호
- 최선의 삶 - 이우정
- 액션히어로 - 이진호
- 당신얼굴 앞에서 - 홍상수

### 다큐멘터리 감독상
- 그림자꽃 - 이승준 수상
- 임신한 나무와 도깨비 - 김동령 외 1명
- 나는 조선사람입니다 - 김철민
- 미싱타는 여자들 - 이혁래 외 1명
- 좋은 빛, 좋은 공기 - 임흥순

### 민들레상
- 너에게 가는 길 - 변규리 수상
- 우리는 매일매일 - 강유가람
- 학교 가는 길 - 김정인
- 총을 들지 않는 사람들: 금기에 도전 - 김환태
- 보드랍게 - 박문칠

### 극영화 신인감독상
- 갈매기 - 김미조 수상

### 남우주연상
- 좋은 사람 - 김태훈 수상
- 정말 먼 곳 - 강길우
- 더스트맨 - 우지현
- 휴가 - 이봉하
- 아워 미드나잇 - 이승훈
- 낫아웃 - 정재광

### 여우주연상
- 갈매기 - 정애화 수상
- 빛나는 순간 - 고두심
- 축복의 집 - 안소요
- 당신얼굴 앞에서 - 이혜영
- 파이터 - 임성미
- 비밀의 정원 - 한우연

### 시나리오상
- 좋은 사람 - 정욱 수상

### 음향상
- 최선의 삶 - 박용기 수상

### 촬영상
- 밤빛 - 김보람 수상

### 신인배우상
- 정말 먼 곳 - 기도영 수상
- 혼자 사는 사람들 - 공승연
- 온 세상이 하얗다 - 박가영
- 최선의 삶 - 심달기
- 아워 미드나잇 - 이승훈
- 정말 먼 곳 - 홍경

### 조연상
- 액션히어로 - 김재화 수상

### 공로상
- 강기명 수상

### 프로듀서상
- 파이터 - 모성진 수상

### 저예산 장르영화
- 클라이밍 - 김혜미 수상